# Славиша Вујић
Славиша Вујић (Врбовац (Витина)), српски је певач фолк музике.

## Фестивали
- 1993. Шумадијски сабор - Девојка моја
- 1994. Шумадијски сабор - Враћам се кући
- 1994. Моравски бисери - Очи влажне
- 2012. Моравски бисери - Боље луд за њом
- 2017. Фестивал "Драгиша Недовић", Крагујевац - Седлај коња, мој Стојане
- 2020. Сабор народне музике Србије, Београд - Замрзла се Морава па ћути
- 2022. Сабор народне музике Србије, Београд - Лазарева колевка
- 2022. Моравски бисери - Боље луд за њом / Црна голубица (Ревијални део фестивала)

## Дискографија

### Албуми
- Дај шта даш (1987)
- Сузе на телефону (1992)
- Ја срећник нисам био (1993)
- За твоју љубав (1995)
- Царица (1996)
- Синови улице (1997)
- Због једне жене (1998)
- Магија (2000)
- Црна голубица (2001)
- Сандра, волим те (2003)
- Туга за успомену (2006)
- Цура плава (2010)[2]